# Эстебан-Эчеверрия (муниципалитет)
Муниципалитет Эстебан-Эчеверрия  (исп. Partido de Esteban Echeverría) — муниципалитет в Аргентине в составе провинции Буэнос-Айрес.
Территория — 120 км². Население — 300959 человек. Плотность населения — 2508,33 чел./км².
Административный центр — Монте-Гранде.

## География
Департамент расположен на северо-востоке провинции Буэнос-Айрес.
Департамент граничит:
- на севере — с муниципалитетом Ла-Матанса
- на северо-востоке — с муниципалитетом Ломас-де-Самора
- на востоке — с муниципалитетом Альмиранте-Браун
- на юго-востоке — с муниципалитетом Пресиденте-Перон
- на западе — с муниципалитетом Эсейса

## История
Назван в честь Эстебана Эчеверрия.

## Важнейшие населенные пункты[2]
| № | Населённый пункт                 | Населённый пункт (исп.)           | Категория   | Население чел. (2010) | На карте                        |
| - | -------------------------------- | --------------------------------- | ----------- | --------------------- | ------------------------------- |
| 1 | Эстебан-Эчеверрия (Монте-Гранде) | Esteban Echeverría (Monte Grande) | агломерация | 300745                | 34°49′12″ ю. ш. 58°27′57″ з. д. |

#### Агломерация Эстебан-Эчеверрия (Монте-Гранде)
- входит в агломерацию Большой Буэнос-Айрес

| № | Населённый пункт | Населённый пункт (исп.) | Категория | Население чел. (2001) | На карте                        |
| - | ---------------- | ----------------------- | --------- | --------------------- | ------------------------------- |
| 1 | Монте-Гранде     | Monte Grande            | город     | 207843                | 34°49′12″ ю. ш. 58°27′57″ з. д. |
| 2 | Эль-Хагуэль      | El Jagüel               | город     | 48781                 | 34°50′15″ ю. ш. 58°29′32″ з. д. |
| 3 | Нуэве-де-Абриль  | Nueve de Abril          | город     | 40609                 | 34°45′20″ ю. ш. 58°29′09″ з. д. |
| 4 | Луис-Гильон      | Luis Guillón            | город     | 38068                 | 34°48′13″ ю. ш. 58°27′02″ з. д. |
| 5 | Каннинг-Эсте     | Canning Este            | город     | 8595                  | 34°51′48″ ю. ш. 58°30′04″ з. д. |